# Carl Bjuke
Carl Gustaf Bjuke, född 21 maj 1891 i Gävle, Gävleborgs län, död 25 oktober 1979 i Åkersberga,
Österåkers församling, Stockholms län, var en svensk väg- och vattenbyggnadsingenjör.
Efter studentexamen 1910 utexaminerades Bjuke från Kungliga Tekniska högskolan 1916. Han blev löjtnant i Väg- och vattenbyggnadskåren 1920 och kapten 1929. Han var ingenjör hos kanalkommittén 1917, i Vattenfallsstyrelsen 1917–1921, vid Merced & Turlock Irrigation District's damm- och kraftstationsbyggnader vid Exchequer och Don Pedro i Kalifornien 1922, assistant superintendent hos Lindgren & Swinerton, Inc. Builders i San Francisco 1923–1925, ingenjör hos statens arbetslöshetskommission 1926, Södertälje stads byggnadschef 1927–1931, chef för konstruktionskontoret vid Stockholms stads ombyggnadsarbeten för Slussen 1931–1935, t.f. byggnadschef för arbetena vid Slussen 1936, innehade särskilda uppdrag för Stockholms stads fastighetsnämnd 1937 och var arbetschef för statens hamn- och farledsbyggnader i västra distriktet från 1938. 
Bjuke var ledamot av styrelsen för Östra Södermanlands kulturhistoriska museum i Södertälje 1929–1931 och riksantikvariens ombud för Södertälje med omnejd 1929–1931. Han är begravd på Motala griftegård.